# Adolfo Della Noce
Adolfo Della Noce (Torino, 30 novembre 1908 – Monte Dunun, 19 maggio 1936) è stato un militare italiano, insignito della medaglia d'oro al valor militare alla memoria nel corso della guerra d'Etiopia.

## Biografia
Nacque a Torino, il 30 novembre 1908, figlio di Cesare e Amalia Borbonese, all'interno di una famiglia di antiche tradizioni militari.  All'età di quindi anni si iscrisse alla Milizia Volontaria Sicurezza Nazionale, assegnato alla Centuria ciclisti "Paggi" di Alessandria, passando poi a quella di Torino entrando quindi nella GUF e poi nel partito fascista. Volle seguire l'esempio del padre, militare di carriera, e nell'ottobre 1929 iniziò a frequentare la Regia Accademia Militare di fanteria e Cavalleria di Modena da cui uscì due anni dopo con il grado di sottotenente in servizio permanente effettivo dell'arma di fanteria, corpo degli alpini. Frequentata successivamente la Scuola di applicazione d'arma di Parma fu promosso tenente in servizio nel battaglione alpini "Intra" del 4º Reggimento alpini. Trasferito a domanda in servizio nel Regio corpo truppe coloniali della Somalia italiana, il 24 aprile 1935 giunse a Mogadiscio per essere assegnato al IX Battaglione del 3º Raggruppamento arabo-somalo. Partecipò alle operazioni belliche nel corso della guerra d'Etiopia, venendo decorato con una medaglia d'argento al valor militare. Cadde in combattimento, colpito al petto da una pallottola di fucile, sul Monte Dunun il 19 maggio 1936, e fu insignito della medaglia d'oro al valor militare alla memoria.

### Fonti
1. ↑  Combattenti Liberazione.
2. 1 2  Gruppo Medaglie d'Oro al Valor Militare 1965, p. 174.
3. 1 2 3  Bianchi, Cattaneo 2012, p. 86.
4. ↑  Rivista Mensile della Città n.8, agosto 1937, p. 64.
5. 1 2 3  Bianchi, Cattaneo 2012, p. 87.
6. ↑   Medaglia d'oro al valor militare Daniele, Antonio, su quirinale.it, Quirinale. URL consultato l'11 luglio 2021.